# 1920年伊拉克起义
伊拉克起义是1920年伊拉克人民反对英国军事占领的起事。起事于1920年夏天在巴格达爆發，当时伊拉克人举行了大规模示威游行。後來起事蔓延到幼发拉底河中下游的什叶派地区。期間逊尼派和什叶派展開了合作，  眾人的目标是希望讓伊拉克摆脱英国统治，建立阿拉伯人自己的政府。 最終起事於1920年10月底被英国人镇压。